# 市政大厦 (上海)

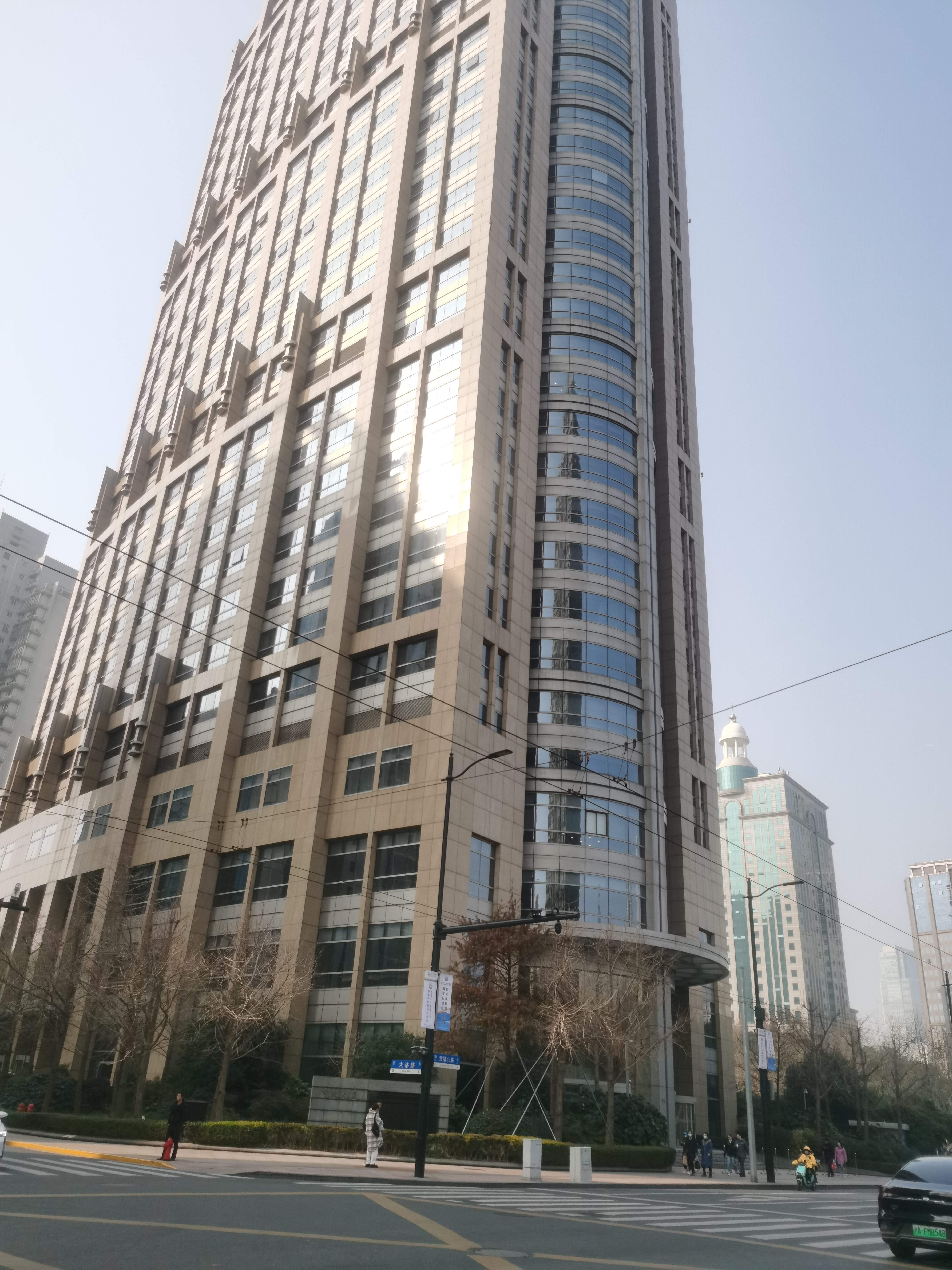
位于大沽路100号的市政大厦

市政大厦，位于上海市黄浦区大沽路100号。该楼启用于2004年，是上海市行政机关的集中办公地址之一，由上海市机关事务管理局监管、该局所属上海上勤高级楼宇公司负责物业管理。

## 特点
2008年，该大厦的玻璃幕墙敷设了贝卡尔特提供的节能窗膜，室内温度最高可下降2.6摄氏度，夏季制冷耗电降低30%。2014年，该楼采用合同能源管理模式实施节能改造，740余万元人民币投资由中标公司承担，耗能单位和中标公司分摊改造后节省下来的能耗开支。